# 東京都道14号新宿国立線

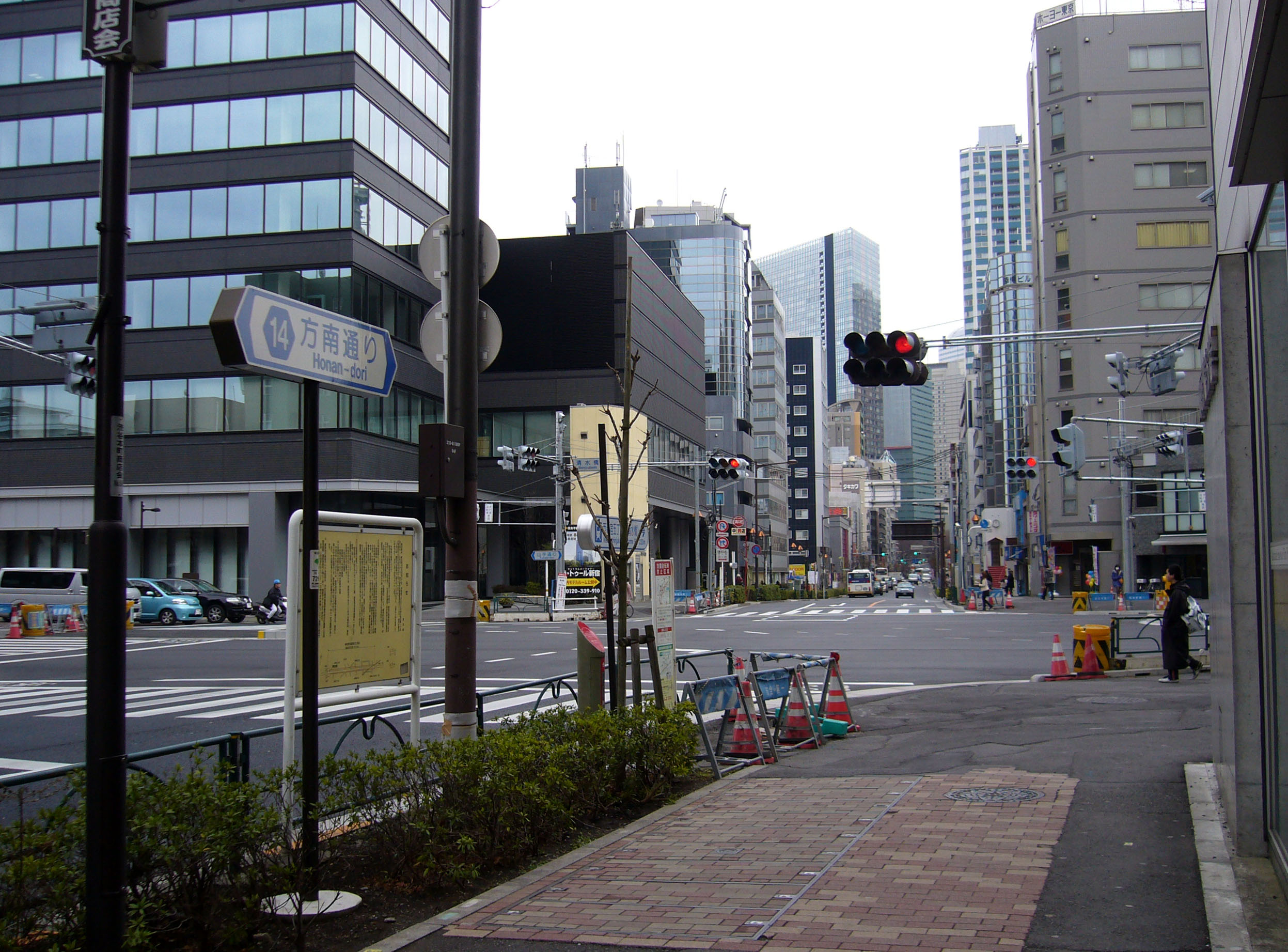
起点の清水橋交差点

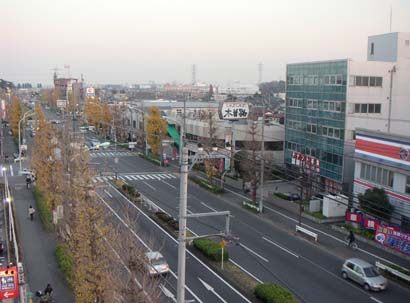
三鷹市内の東八道路

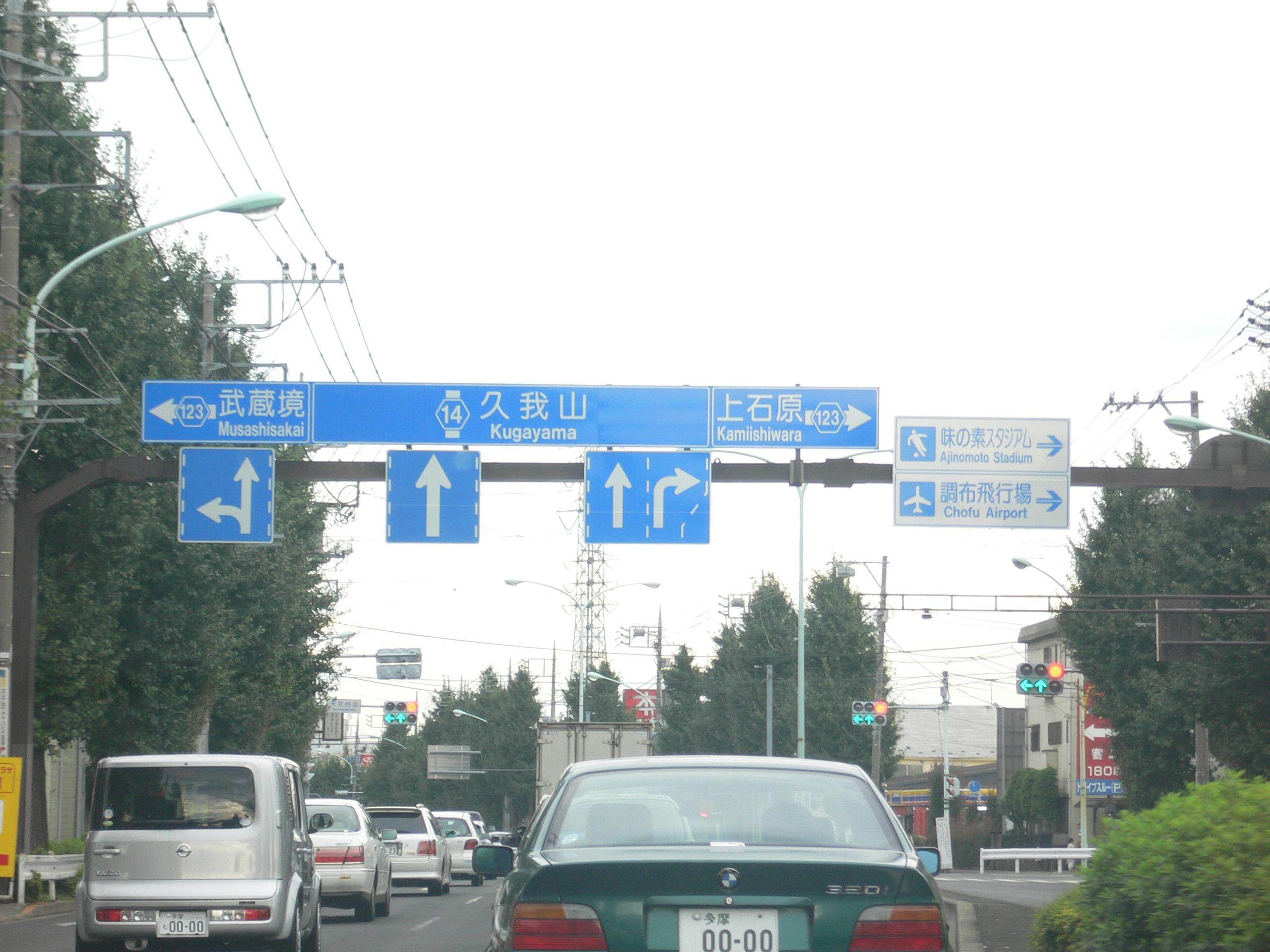
三鷹市天文台北交差点

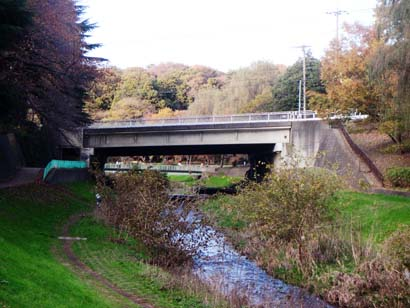
野川にかかる富士見大橋（三鷹市）

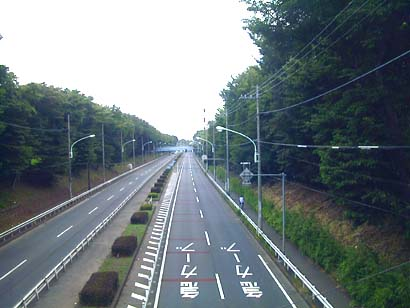
野川公園を横切る東八道路（調布市）

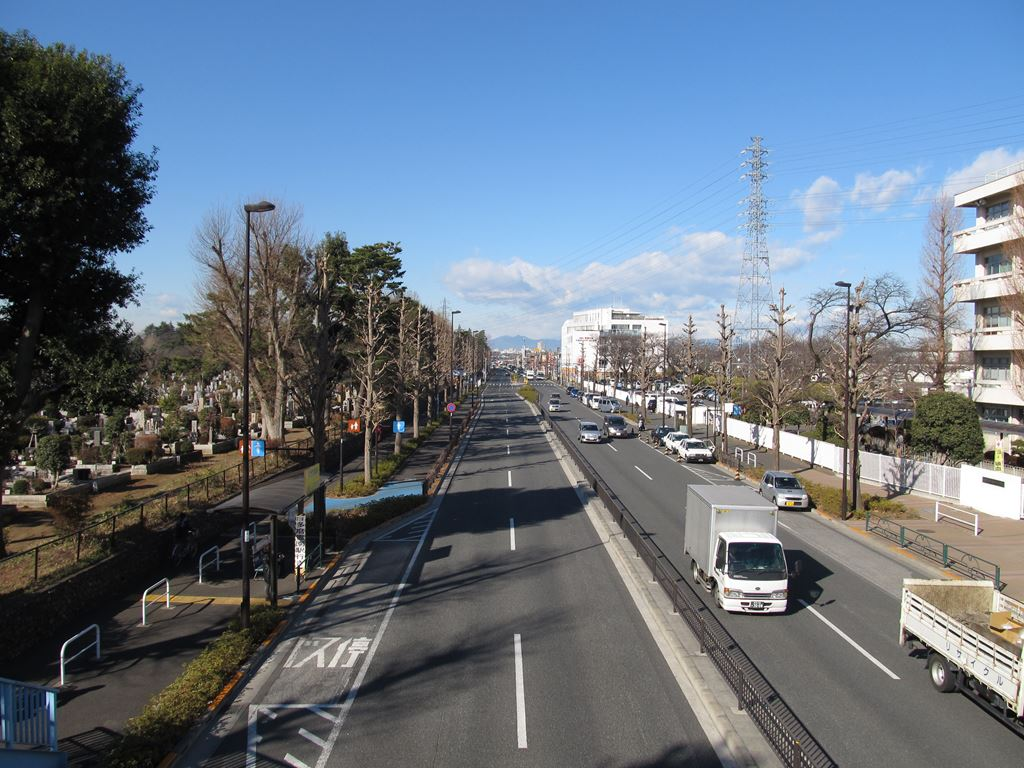
府中市多磨町3丁目

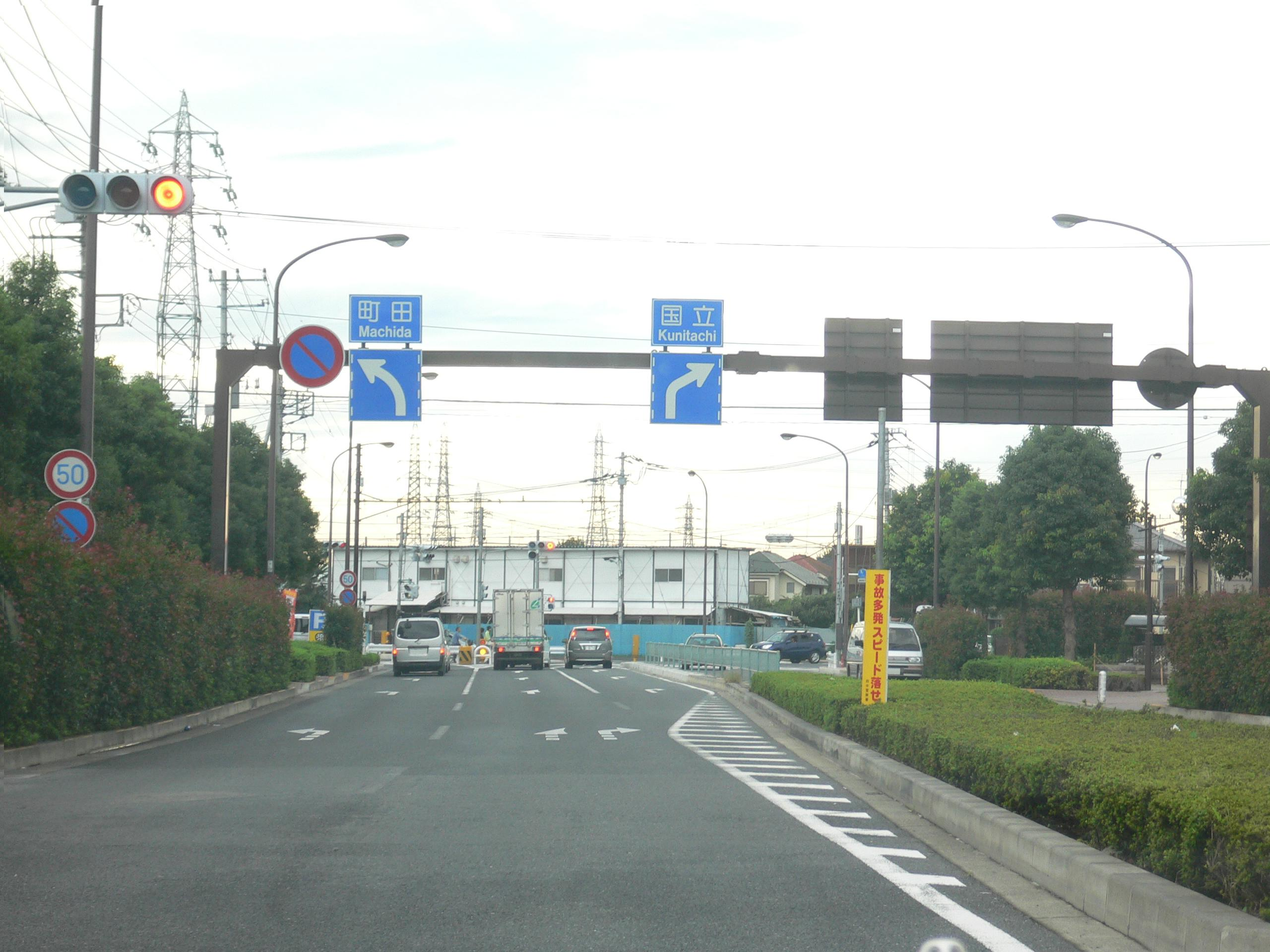
府中市西原町交差点（現在の終点）

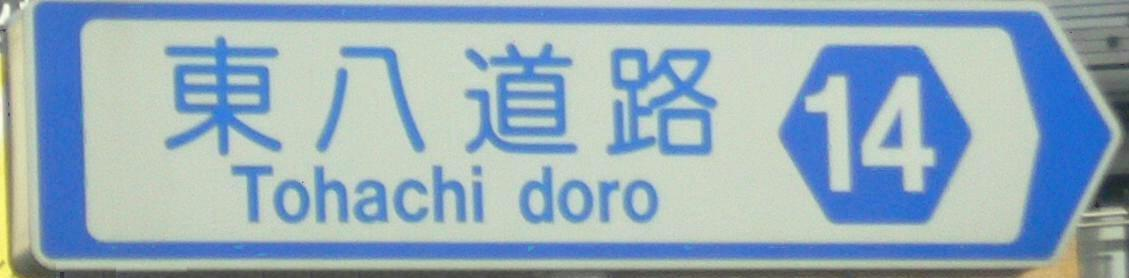
東八道路

東京都道14号新宿国立線（とうきょうとどう14ごう しんじゅくくにたちせん）は、東京都渋谷区から国立市に至る主要地方道（東京都道）である。国道20号に並行しており、23区と多摩地域を結ぶ幹線道路の1つである。方南通り、井ノ頭通り、人見街道、東八道路の通称があり、一部に未成区間がある。

## 路線データ
- 起点：渋谷区（東京都道317号環状六号線交点＝清水橋交差点）
- 終点：国立市（国道20号・東京都道256号八王子国立線交点＝国立インター入口交差点）
- 路線延長：23,086 m（実延長、2013年4月1日現在）
- 面積：606,008 m2
- 都市計画路線名：放射第5号線、放射第23号線、補助第62号線、環状第6号線、三鷹3・2・2号、府中3・2・2の1号、小金井3・2・2号、府中3・2・2の2号、国立3・3・2号[1]

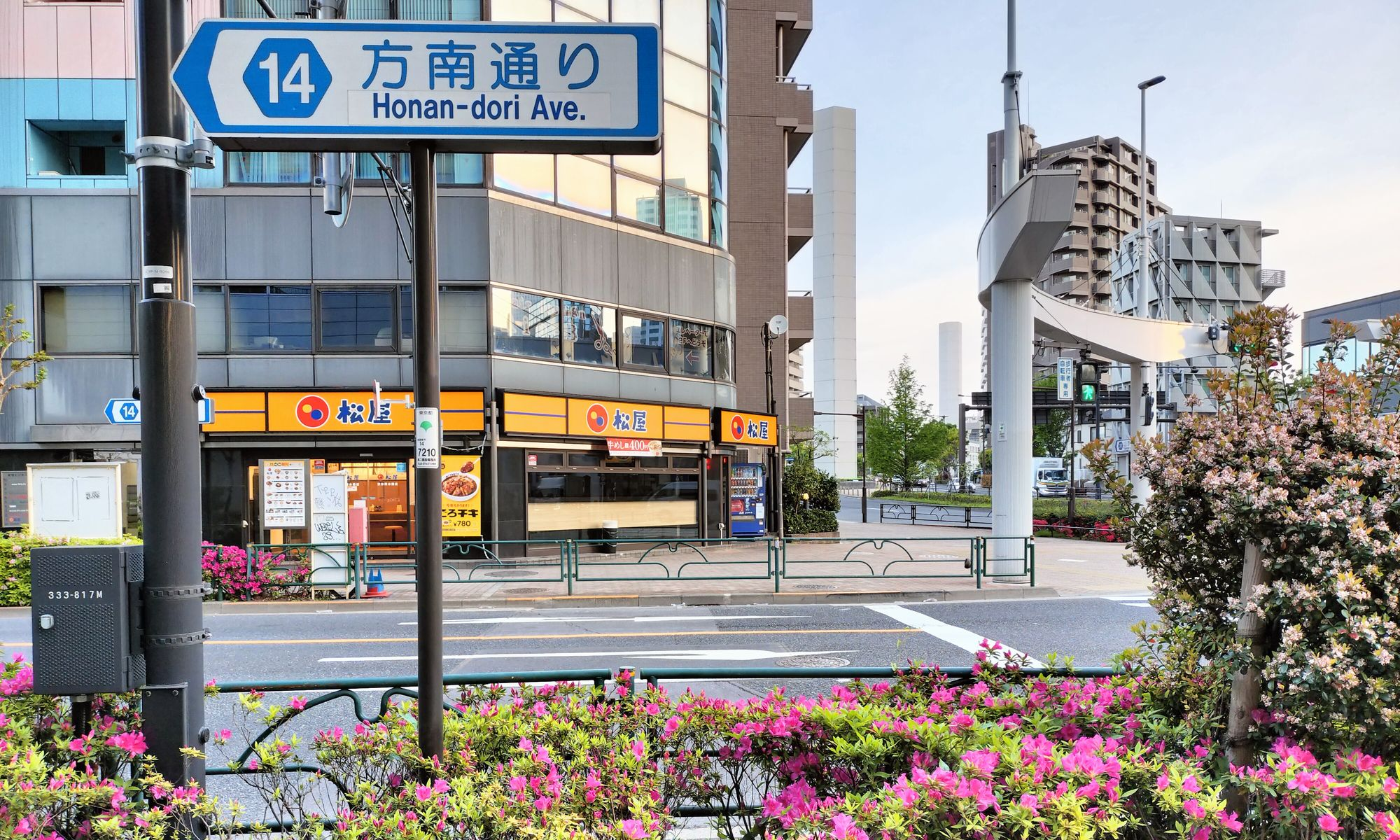
起点となる清水橋交差点

## 路線状況

### 通称・バイパス
本線
- 方南通り：渋谷区清水橋交差点（起点） - 杉並区西永福交差点
- 井ノ頭通り：杉並区西永福交差点 - 杉並区浜田山駅入口交差点（東京都道413号赤坂杉並線重複）
- 人見街道：杉並区浜田山駅入口交差点 - 三鷹市牟礼橋付近
- 東八道路：三鷹市牟礼橋付近 - 府中市西原町一丁目交差点
  - このうち、三鷹市牟礼橋付近 - 三鷹市牟礼2丁目間は2019年（令和元年）6月8日に開通した[2]。

バイパス
- 放射第5号線：杉並区上北沢駅入口交差点 - 三鷹市牟礼橋付近
  - このうち、杉並区下高井戸5丁目 - 三鷹市牟礼橋付近間は上記の三鷹市牟礼橋付近 - 三鷹市牟礼2丁目間と合わせて2019年（令和元年）6月8日に開通した[2]。

### 事業中区間
- 府中3・2・2の2号、国立3・3・2号東京八王子線：府中市西原町一丁目交差点 - 国立市国立インター入口交差点（終点）[3]

支線
- 府中3・4・5号新奥多摩街道線、国立3・4・5号立川青梅線、府中3・2・2の2号東京八王子線：府中市西原町3丁目（東八道路交点） - 国立市富士見台1丁目（さくら通り交点）[4][5]

### 重複区間
- 東京都道413号赤坂杉並線：杉並区西永福交差点 - 杉並区浜田山駅入口交差点

## 地理

### 通過する自治体
- 東京都
  - 渋谷区
  - 中野区
  - 杉並区
  - 三鷹市
  - 調布市
  - 小金井市
  - 府中市

### 交差する道路
三鷹市牟礼橋付近で人見街道と放射第5号線・東八道路の車道同士が直接接続しておらず、本線が分断されていることから、方南通り・井ノ頭通り・人見街道区間と放射第5号線・東八道路区間に分けて記載する。
全線東京都内に所在する。
方南通り・井ノ頭通り・人見街道
| 通称                                        | 交差する道路                                     | 交差する道路                                     | 交差点名                                         | 所在地                                           |
| ------------------------------------------- | ------------------------------------------------ | ------------------------------------------------ | ------------------------------------------------ | ------------------------------------------------ |
| 方 南 通 り                                 | 東京都道432号淀橋渋谷本町線（方南通り） 新宿方面 | 東京都道432号淀橋渋谷本町線（方南通り） 新宿方面 | 東京都道432号淀橋渋谷本町線（方南通り） 新宿方面 | 東京都道432号淀橋渋谷本町線（方南通り） 新宿方面 |
| 方 南 通 り                                 | 東京都道317号環状六号線（山手通り）              | 東京都道317号環状六号線（山手通り）              | 清水橋                                           | 渋谷区                                           |
| 方 南 通 り                                 | 東京都道420号鮫洲大山線（中野通り）              | 東京都道420号鮫洲大山線（中野通り）              | 南台                                             | 中野区                                           |
| 方 南 通 り                                 | 東京都道318号環状七号線（環七通り）              | 東京都道318号環状七号線（環七通り）              | 方南町                                           | 杉並区                                           |
| 方 南 通 り                                 | 東京都道427号瀬田貫井線                          | 東京都道428号高円寺砧浄水場線（荒玉水道道路）    | 大宮八幡前                                       | 杉並区                                           |
| 方 南 通 り                                 | 東京都道413号赤坂杉並線（井ノ頭通り）            | 東京都道413号赤坂杉並線（井ノ頭通り）            | 西永福                                           | 杉並区                                           |
| 井ノ頭通り（東京都道413号赤坂杉並線と重複） |                                                  |                                                  |                                                  | 杉並区                                           |
| 人 見 街 道                                 | 東京都道413号赤坂杉並線（井ノ頭通り）            | 東京都道413号赤坂杉並線（井ノ頭通り）            | 浜田山駅入口                                     | 杉並区                                           |
| 人 見 街 道                                 | 東京都道311号環状八号線（環八通り）              | 東京都道311号環状八号線（環八通り）              | 交差点標記なし                                   | 杉並区                                           |
| 人 見 街 道                                 | 東京都道14号新宿国立線（放射第5号線・東八道路）  | 東京都道14号新宿国立線（放射第5号線・東八道路）  | 牟礼橋付近                                       | 三鷹市                                           |
| 人 見 街 道                                 | 東京都道110号府中三鷹線（人見街道）              |                                                  |                                                  |                                                  |

放射第5号線・東八道路
| 通称                                            | 交差する道路                                                | 交差する道路                                                | 交差点名     | 所在地 |
| ----------------------------------------------- | ----------------------------------------------------------- | ----------------------------------------------------------- | ------------ | ------ |
| 放 射 第 5 号 線                                | 国道20号（甲州街道）                                        | 国道20号（甲州街道）                                        | 上北沢駅入口 | 杉並区 |
| 放 射 第 5 号 線                                | 首都高速4号新宿線                                           | 首都高速4号新宿線                                           | 高井戸出入口 | 杉並区 |
| 放 射 第 5 号 線                                | 東京都道311号環状八号線（環八通り）                         | 東京都道311号環状八号線（環八通り）                         | 中の橋       | 杉並区 |
| 放 射 第 5 号 線                                | 中央自動車道                                                | 中央自動車道                                                | 高井戸IC     | 杉並区 |
| 放 射 第 5 号 線                                | 東京都道14号新宿国立線・東京都道110号府中三鷹線（人見街道） | 東京都道14号新宿国立線・東京都道110号府中三鷹線（人見街道） | 牟礼橋付近   | 三鷹市 |
| 東 八 道 路                                     | 東京都道14号新宿国立線・東京都道110号府中三鷹線（人見街道） | 東京都道14号新宿国立線・東京都道110号府中三鷹線（人見街道） | 牟礼橋付近   | 三鷹市 |
| 東京外かく環状道路・中央自動車道                | 東京外かく環状道路・中央自動車道                            | 東八道路IC（仮称）                                          |              | 三鷹市 |
| 東京都道117号世田谷三鷹線                       | 東京都道117号世田谷三鷹線                                   | 新川交番前                                                  |              | 三鷹市 |
| 東京都道114号武蔵野狛江線（吉祥寺通り）         | 東京都道114号武蔵野狛江線（吉祥寺通り）                     | 杏林大学病院北                                              |              | 三鷹市 |
| 東京都道121号武蔵野調布線（三鷹通り）           | 東京都道121号武蔵野調布線（三鷹通り）                       | 航空技術研究所                                              | 調布市       |        |
| 東京都道12号調布田無線（武蔵境通り）            | 東京都道12号調布田無線（武蔵境通り）                        | 野崎八幡前                                                  | 三鷹市       |        |
| 東京都道123号境調布線（天文台通り）             | 東京都道123号境調布線（天文台通り）                         | 天文台北                                                    | 三鷹市       |        |
| 東京都道110号府中三鷹線（人見街道）             | 東京都道110号府中三鷹線（人見街道）                         | 基督教大裏門                                                | 三鷹市       |        |
| 東京都道15号府中清瀬線（小金井街道）            | 東京都道15号府中清瀬線（小金井街道）                        | 前原交番前                                                  | 小金井市     |        |
| 東京都道248号府中小平線（新小金井街道）         | 東京都道248号府中小平線（新小金井街道）                     | 小金井南中西                                                | 小金井市     |        |
| 東京都道133号小川府中線（国分寺街道）           | 東京都道133号小川府中線（国分寺街道）                       | 栄町交番前                                                  | 府中市       |        |
| 東京都道17号所沢府中線（府中街道）              | 東京都道17号所沢府中線（府中街道）                          | 府中栄町三丁目                                              | 府中市       |        |
| 東京都道17号所沢府中線バイパス（新府中街道）    | 東京都道17号所沢府中線バイパス（新府中街道）                | 西原町一丁目                                                | 府中市       |        |
| 事業中                                          |                                                             |                                                             |              |        |
| 新奥多摩街道延伸部（事業中）                    | 新奥多摩街道延伸部（事業中）                                | 西原町三丁目                                                | 府中市       |        |
| 事業中                                          |                                                             |                                                             |              |        |
| 国道20号・東京都道256号八王子国立線（甲州街道） | 国道20号・東京都道256号八王子国立線（甲州街道）             | 国立インター入口                                            | 国立市       |        |
| 国道20号日野バイパス 日野・八王子方面           |                                                             |                                                             |              |        |